# Олга (Флорида)
Олга (англ. Olga) — статистически обособленная местность, расположенная в округе Ли (штат Флорида, США) с населением в 1398 человек по статистическим данным переписи 2000 года.

## География
По данным Бюро переписи населения США, статистически обособленная местность Олга имеет общую площадь в 11,4 квадратных километров, из которых 10,88 кв. километров занимает земля и 0,52 кв. километров — вода. Площадь водных ресурсов округа составляет 4,56 % от всей его площади.
Статистически обособленная местность Олга расположена на высоте 1 м над уровнем моря.

## Демография
По данным переписи населения 2000 года, в Олгe проживало 1398 человек, 402 семьи, насчитывалось 515 домашних хозяйств и 553 жилых дома. Средняя плотность населения составляла около 122,63 человек на один квадратный километр. Расовый состав населённого пункта распределился следующим образом: 90,34 % белых, 2,36 % — чёрных или афроамериканцев, 0,36 % — коренных американцев, 1,22 % — азиатов, 1,29 % — представителей смешанных рас, 4,43 % — других народностей. Испаноговорящие составили 9,08 % от всех жителей статистически обособленной местности.
Из 515 домашних хозяйств в 36,3 % воспитывали детей в возрасте до 18 лет, представляли собой совместно проживающие супружеские пары, в 12,6 % семей женщины проживали без мужей, не имели семей. 18,1 % от общего числа семей на момент переписи жили самостоятельно, при этом 7,4 % составили одинокие пожилые люди в возрасте 65 лет и старше. Средний размер домашнего хозяйства составил 2,71 человек, а средний размер семьи — 3,04 человек.
Население статистически обособленной местности по возрастному диапазону по данным переписи 2000 года распределилось следующим образом: 26,3 % — жители младше 18 лет, 7,4 % — между 18 и 24 годами, 29,1 % — от 25 до 44 лет, 24,5 % — от 45 до 64 лет и — в возрасте 65 лет и старше. Средний возраст жителей составил 38 лет. На каждые 100 женщин в Олгe приходилось мужчин, при этом на каждые сто женщин 18 лет и старше приходилось мужчин также старше 18 лет.
Средний доход на одно домашнее хозяйство статистически обособленной местности составил 55 000 долларов США, а средний доход на одну семью — 57 298 долларов. При этом мужчины имели средний доход в 31 604 доллара США в год против 23 333 доллара среднегодового дохода у женщин. Доход на душу населения статистически обособленной местности составил 55 000 долларов в год. Все семьи имели доход, превышающий уровень бедности.